# 阿爾塔維斯塔 (堪薩斯州)
阿爾塔維斯塔（英語：Alta Vista）是一個位於美國堪薩斯州沃邦西縣的城市。

## 地方資料
根據2020年美國人口普查的數據，阿爾塔維斯塔的面積為0.90平方千米，當中陸地面積為0.90平方千米，而水域面積為0.00平方千米。當地共有人口409人，而人口密度為每平方千米454.44人。